# Bučina u Žďáru
Bučina u Žďáru je přírodní rezervace ev. č. 2435, nachází se u státní hranice asi 5 km severozápadně od vsi Žďár v okrese Tachov. Správa AOPK Plzeň.
Bučina měří 8,45 hektarů a nadmořská výška je 769–788 metrů. Obě jsou tvořeny starými bukovými porosty s příměsí smrku a řídkým bylinným podrostem. Byl zde zaznamenán výskyt lýkovce jedovatého a stromy dosahují výšky až 25 metrů. Místy dochází k přirozenému zmlazení bukových porostů. Rulový podklad vystupuje na povrch v podobě skalek a suti. Podél hranice rezervace vede zelená turistická trasa, která začíná ve Žďáru a směřuje k místnímu hraničnímu přechodu Výšina.
Důvodem ochrany je podhorská bučina.